# Gaius Iulius Scapula (Senator)
Gaius Iulius Scapula war ein im 2. Jahrhundert n. Chr. lebender römischer Politiker. Er war der Sohn des gleichnamigen, im Jahr 139 amtierenden Konsuls Gaius Iulius Scapula.

## Leben
Die Anfänge der Laufbahn von Scapula lassen sich durch eine unvollständig erhaltene Inschrift in griechischer Sprache, die in Athen gefunden wurde, wie folgt rekonstruieren. Seine erste bekannte Position war triumvir aere, argento, auro flando feriundo; es handelte sich dabei um eines der Ämter des Vigintivirats. Danach leistete er seinen Militärdienst als Tribunus militum in der Legio XII Fulminata, die ihr Hauptlager in Melitene in der Provinz Cappadocia hatte. Nach seiner Rückkehr wurde er in Rom Quaestor unter Antoninus Pius (138–161). Weitere Stationen seiner Laufbahn sind nicht bekannt.
Möglicherweise war Scapula Mitglied in der Priesterschaft der Fetiales, falls die Ergänzung der Inschrift richtig ist. Die Inschrift wurde vermutlich deshalb für ihn in Athen errichtet, weil sein Vater zuvor Proconsul in der Provinz Achaea war. Wahrscheinlich war Gaius Iulius Scapula Lepidus Tertullus, consul designatus um 195/196, sein Sohn.